# Piskovitsji
Piskovitsji (Rus. Писковичи) is een derevnja (dorpje) en de naamgever van een rayon (regionaal centrum) in de Russische oblast Pskov.
Het plaatsje is gelegen aan de monding van de Velikaja-rivier, die in de directe nabijheid uitkomt in het Meer van Pskov. Het dorpje zelf ligt op iets meer dan 10 kilometer afstand van Pskov, de hoofdstad van de oblast (provincie). Het plaatsje telt ongeveer 5100 inwoners.